# Salvador Morales Marcén
Salvador Morales y Marcén (Épila, ca. 1836 - Madrid, 13 de julio de 1914) fue un periodista español que dirigió numerosos periódicos de la causa carlista durante cincuenta años. 
Destacó especialmente como director de El Correo Catalán y El Correo Español. Fue hermano del conspirador y político carlista Pablo Morales Marcén.

## Biografía
Nació en Épila (Aragón) alrededor de 1836. De joven estuvo implicado en la intentona carlista de San Carlos de la Rápita de 1860, por lo que fue perseguido y tuvo que refugiarse en Francia, participando en las conspiraciones que realizaban los carlistas en el exilio.
Tras la revolución de 1868, Morales dirigió el periódico El Papelito Aragónes de Zaragoza. Al iniciarse la tercera guerra carlista, Carlos VII lo incorporó en su cuartel general con el cargo de primer aposentador, confiándole la redacción y posteriormente la dirección del periódico oficial de la causa, El Cuartel Real. Con una imprenta portátil, Morales, Melgar y Valbuena seguían los sucesos de la guerra, redactando la crónica de la contienda bajo el fuego del ejército enemigo. Correspondía a los escritores carlistas la tarea de levantar el ánimo de los combatientes en los momentos de mayor desaliento.
Tras la derrota, Morales prefirió el destierro al indulto que ofrecían los poderes que consideraba ilegítimos, por no quebrantar su fidelidad al «rey proscrito». Se exilió en Burdeos, Angulema y más tarde en París. Ya en su vejez, evocaba feliz esta época de su vida de hambre y miseria:

«Entonces, lo de menos era comer; nos alimentábamos con esperanzas. ¡Qué importa el acostarse sin cenar, cuando uno cree hallarse en vísperas del triunfo!»

Posteriormente, Don Carlos le ordenó que se acogiese a la amnistía, al considerar que la causa necesitaba de sus servicios en España. Entonces fundó y dirigió periódicos carlistas en diversas ciudades de la geografía española. En Santander dirigió La Verdad, por cuyos artículos fue juzgado; en Zaragoza, El Intransigente; en Lérida, El Almogávar Leridano. A esta labor dedicó toda su vida, sin abandonar la esperanza en el triunfo del tradicionalismo. 
Ya viejo fue llamado a dirigir El Correo Catalán en Barcelona, donde permaneció varios años. Los redactores y colaboradores del diario, la mayoría jóvenes, escuchaban con interés los relatos de sus recuerdos. Uno de ellos, Domingo Cirici Ventalló, confesaría la gran influencia que tuvo Salvador Morales en su adhesión al carlismo:

«¿Quién sabe si más que la tradición de familia y más que los impulsos sentimentales, hijos de convicciones hondamente arraigadas, que el fuego de la lucha templó y maduró, influyeron en el origen de nuestra profesión de fe política los relatos emocionantes de aquel viejecito lleno de fortaleza, que lloraba como un niño al hablar de su Rey y de las gestas gloriosas de que había sido testigo en sus tiempos mozos?»

A raíz de la pérdida de Cuba y Filipinas, se intensificó la actividad carlista y preparó con Juan Vázquez de Mella, y los demás dirigentes del movimiento, un levantamiento que no prosperó. Ese fracaso desanimó a muchos legitimistas, pero Morales mantuvo el optimismo.
En 1909, tras la muerte de Benigno Bolaños, director del órgano de prensa del partido, El Correo Español, el nuevo caudillo legitimista, Jaime de Borbón y Borbón-Parma, encargó a Mella la búsqueda de un sucesor. El diputado asturiano propuso a Morales por su historia, talento y méritos. Salvador Morales se trasladó entonces a Madrid, asumiendo la dirección del periódico, defensor del tradicionalismo, que Morales definió de esta manera:

«El Tradicionalismo es la historia, es la tradición, es la fe, es el alma española, y sin alma no viven las naciones ni los individuos.»

Sus artículos, firmados con el seudónimo Loresma, parecían escritos por un joven «por la valentía y el ingenio con que escribe», dirían algunos lectores. En un artículo que le dedicó Cirici Ventalló al producirse su fallecimiento, afirmaba que aún en su vejez, Morales era joven: «tenía la juventud de la fe, la eterna juventud que proporcionan el entusiasmo y la esperanza».

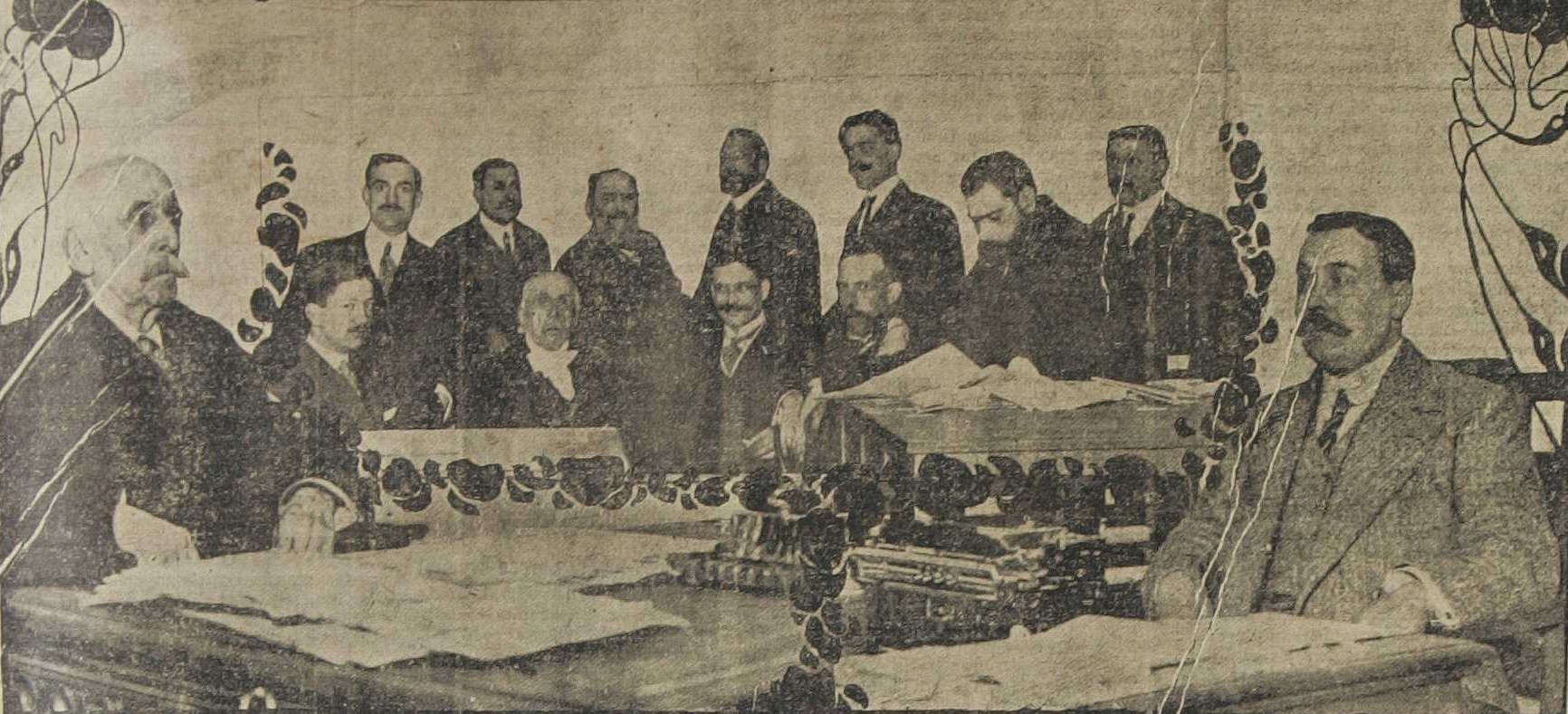
Salvador Morales, director de El Correo Español (izquierda), los redactores del periódico (centro) y Gustavo Sánchez, administrador (derecha) en 1912